# Artur Abreu
Artur Abreu (ur. 11 sierpnia 1994 w Niederkorn) – luksemburski piłkarz portugalskiego pochodzenia występujący na pozycji skrzydłowego w luksemburskim klubie Union Titus Pétange.

## Kariera klubowa

### FC Differdange 03
1 lipca 2013 przeszedł do klubu FC Differdange 03. Zadebiutował 10 lipca 2014 w meczu kwalifikacji do Ligi Europy przeciwko Atlantas Kłajpeda (3:1). W Nationaldivisioun zadebiutował 1 sierpnia 2014 w meczu przeciwko Jeunesse Esch (3:3). Pierwszą bramkę zdobył 15 marca 2015 w meczu ligowym przeciwko UN Käerjéng 97 (5:0). W sezonie 2014/15 wraz z zespołem zajął II miejsce w tabeli tym samym wywalczając tytuł wicemistrza Luksemburga. W tym samym sezonie zdobył Puchar Luksemburga.

### FC Luna Oberkorn
20 stycznia 2014 udał się na półroczne wypożyczenie do klubu FC Luna Oberkorn.

### Union Titus Pétange
1 lipca 2015 podpisał kontrakt z zespołem Union Titus Pétange. Zadebiutował w Éierepromotioun 23 sierpnia 2015 w meczu przeciwko FC Mamer 32 (2:3). Pierwszą bramkę zdobył 13 września 2015 w meczu ligowym przeciwko Union Remich-Bous (4:1). W sezonie 2015/16 wraz z zespołem zajął II miejsce w tabeli zdobywając tytuł wicemistrza Éierepromotioun i awansując do najwyższej klasy rozgrywkowej w Luksemburgu. W nowej lidze zadebiutował 8 sierpnia 2016 w meczu przeciwko Jeunesse Esch (2:1), a pierwszą bramkę zdobył 21 sierpnia 2016 w meczu przeciwko F91 Dudelange (1:1).

### Vitória SC B
1 lipca 2017 udał się na roczne wypożyczenie do klubu Vitória SC B. Zadebiutował 12 listopada 2017 w meczu LigaPro przeciwko Leixões SC (3:2). Pierwszą bramkę zdobył 16 grudnia 2017 w meczu ligowym przeciwko SL Benfica B (1:0).

## Statystyki
(aktualne na dzień 11 sierpnia 2020)
| Klub                | Sezon              | Liga               | Liga  | Liga   | Puchar kraju | Puchar kraju | Europa | Europa | Suma  | Suma   |
| Klub                | Sezon              | Liga               | Mecze | Bramki | Mecze        | Bramki       | Mecze  | Bramki | Mecze | Bramki |
| ------------------- | ------------------ | ------------------ | ----- | ------ | ------------ | ------------ | ------ | ------ | ----- | ------ |
| FC Differdange 03   | 2014/15            | Nationaldivisioun  | 14    | 1      | 2            | 0            | 1      | 0      | 17    | 1      |
| FC Differdange 03   | Ogólnie            | Ogólnie            | 14    | 1      | 2            | 0            | 1      | 0      | 17    | 1      |
| Union Titus Pétange | 2015/16            | Éierepromotioun    | 25    | 11     | 3            | 1            | –      | –      | 28    | 12     |
| Union Titus Pétange | 2016/17            | Nationaldivisioun  | 25    | 12     | 2            | 1            | –      | –      | 27    | 13     |
| Union Titus Pétange | Ogólnie            | Ogólnie            | 50    | 23     | 5            | 2            | 0      | 0      | 55    | 25     |
| Vitória SC B (wyp.) | 2017/18            | LigaPro            | 25    | 1      | –            | –            | –      | –      | 25    | 1      |
| Vitória SC B (wyp.) | Ogólnie            | Ogólnie            | 25    | 1      | 0            | 0            | 0      | 0      | 25    | 1      |
| Union Titus Pétange | 2018/19            | Nationaldivisioun  | 24    | 8      | 2            | 0            | –      | –      | 26    | 8      |
| Union Titus Pétange | 2019/20            | Nationaldivisioun  | 16    | 10     | 1            | 1            | –      | –      | 17    | 11     |
| Union Titus Pétange | Ogólnie            | Ogólnie            | 40    | 18     | 3            | 1            | 0      | 0      | 43    | 19     |
| Ogólnie w karierze  | Ogólnie w karierze | Ogólnie w karierze | 129   | 43     | 10           | 3            | 1      | 0      | 140   | 46     |

## Sukcesy
FC Differdange 03
- Wicemistrzostwo Luksemburga (1×): 2014/2015
- Puchar Luksemburga (1×): 2014/2015

Union Titus Pétange
- Wicemistrzostwo Éierepromotioun (1×): 2015/2016

## Życie prywatne
Jego brat bliźniak Antonio również jest piłkarzem, występuje w klubie Union Titus Pétange II na pozycji pomocnika.